# Des Lebens Überfluß

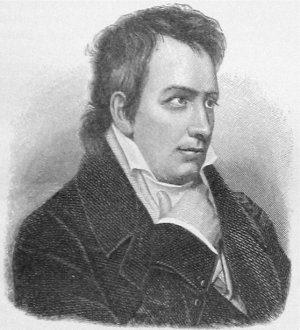
Ludwig Tieck
- 1773 † 1853

Des Lebens Überfluß ist eine Novelle von Ludwig Tieck, die – vor dem September 1837 geschrieben – in der Urania. Taschenbuch auf das Jahr 1839 erschien.
Das verliebte junge Ehepaar Clara und Heinrich Brand, mittellos geworden, hungert sich durch einen strengen Winter und kapselt sich ab. Im Vorfrühling dann naht die Erlösung von dem Übel.

## Vorgeschichte
Clara, Tochter eines vermögenden, einflussreichen adligen Gesandten, liebt den aufstrebenden Diplomaten Heinrich Brand. Schließlich brennt das Mädchen mit dem jungen Bürgerlichen durch. Das Paar heiratet. Den Segen von Claras Vater haben die frisch vermählten Flüchtlinge freilich nicht. Im Gegenteil, sie müssen sich vor den Nachforschungen des alten Gesandten verbergen und mieten sich bei dem Hauswirt Emmerich nicht sehr komfortabel im Obergeschoss ein. Den Beruf kann Heinrich von seinem Versteck aus nicht mehr ausüben. Eine Chaucer-Ausgabe muss unter Wert veräußert werden. Die bibliophile Kostbarkeit war Heinrich von dem reichen Studienfreund Andreas Vandelmeer geschenkt worden. Andreas war später nach Ostindien gegangen. Heinrich hatte dem Freunde einen Teil seines Kapitals, das er von den Eltern geerbt hatte, mitgegeben. Andreas wollte mit dem Gelde spekulieren.
Zu allem Unglück hatte Heinrich auch noch sein Manuskript, eine „herrliche Dichtung“, einem „leichtsinnigen Buchhändler“ übergeben. Dieser hatte sich mit diesem einzigen Exemplar aus dem Staube gemacht. Als Heinrichs Barschaft dann zur Neige ging, war die alte, verschwiegene Christine als einzige Stütze des jungen Ehepaares übrig geblieben. Christine, einst die Amme Claras, war freiwillig mit geflüchtet.

## Handlung
Die Handlung setzt ein, als die Not des Ehepaares am größten ist. Das Geld ist ausgegangen und der Winter erweist sich als ungewöhnlich hart. Der Hauswirt Emmerich weilt außerhalb zu einer Kur gegen sein Podagra. Heinrich, mit Clara allein zu Haus, zerkleinert und verheizt sukzessive die massive Eichenholztreppe, die in die Etage des jungen Paares hinauf führt. Des Zugangs beraubt, muss Heinrich den Wassereimer etc. mit einem Seil heraufziehen. Christine assistiert von unten. Auf diese Art wird überwintert. Im Spätwinter, als der Frühling nahen will, kommt der Hauswirt von der Kur zurück und ruft sogleich die Polizei. Heinrich soll wegen unerlaubten „Treppenverbrauches“ inhaftiert werden. Zunächst ist das junge Paar für die anrückende Staatsmacht nicht erreichbar. Zudem gebärdet sich Heinrich von oben herab unmanierlich. Der aufmüpfige stellungslose Diplomat redet dreist und frech. Doch seine Hinhaltetaktik wirkt. Andreas kommt via London aus Ostindien – mit der wieder erworbenen Chaucer-Ausgabe im Gepäck – zurück. Alle Not hat ein Ende. Dank der ostindischen Spekulationen ist Heinrich auf einmal wohlhabend geworden. Alles, wirklich alles, wendet sich zum Guten. Claras Vater verzeiht der Tochter. Heinrich finanziert bei Emmerich den Bau der neuen Treppe – allerdings unter einer strengen Prämisse: „eine große, steinerne Treppe“, also eine nicht brennbare, muss es sein. Hauswirt Emmerich setzt jedoch den Bau einer hölzernen durch. Drei Jahre nach dieser doch insgesamt glücklichen Wende ist Heinrichs Manuskript zum „beliebten Buch“ geworden.

## Form
Die Vorgeschichte wird in die Novelle hereingeholt, indem Heinrich in seinem Tagebuch blättert und Clara daraus vorliest. Aus seiner Not macht das Paar eine Tugend. Selbst der Armut gewinnt es noch eine Sonnenseite ab. Heinrich und Clara zehren von Wasser und Brot. Beide leben – stets heiter und verliebt, die reinsten Turteltauben – dem Anschein nach sorglos in den Tag hinein. Nie fällt ein böses Wort.

## Interpretation
Pöschel nennt Dissertationen und neuere Interpretationen zu Des Lebens Überfluß und geht ausführlich auf den allegorischen und poetischen Gehalt der Novelle ein. Bezüge zu Shakespeares Macbeth und besonders zu Jean Pauls Siebenkäs werden eruiert. Aber auch Goethes Götz und Chaucers Canterbury-Erzählungen werden im Zusammenhang mit der Novelle besprochen. Insbesondere wird Heinrichs Traum, in dem seine Person verauktioniert wird, in Beziehung zu einem Faktum untersucht: Der Bürger Heinrich entführt und heiratet eine Adlige.

## Selbstzeugnis
- Tieck hält die Novelle für eines seiner „gelungensten Werkchen“[11].

## Rezeption
- Hesse nahm die Novelle in seine Bibliothek der Weltliteratur auf[12].
- Der Titel der Novelle könnte sich auf eine Zeile des Hölderlin-Gedichts Rousseau beziehen:

„Des Lebens Überfluß, das Unendliche,“
- Gebhardt weist auf das Märchenhafte des Stoffes hin[15].
- Schöll „entzückt und belustigt diese selige Erhebung über die Materialität“[16], wie „die Treppe so allmählich die Treppe hinaufgeschafft wird“[17].
- Hebbel notiert zu der Novelle am 16. Februar 1839 in sein Tagebuch: Der „reine Mensch“ kann „immer seine Selbständigkeit behaupten“[18].
- Minor nennt die Novelle ein „reizendes schelmisches Stück“[19].
- Karl Loewenstein wählte „Des Lebens Überfluß“ als Titel für seine 2023 postum publizierten „Erinnerungen eines ausgewanderten Juristen“[20].
- Elke Heidenreich resümiert: „Die Poesie der Idylle, in der Liebe, Glück und Humor den Alltag unwirklich werden lassen, wird dem Zustand einer Gesellschaft gegenübergestellt, die in ihrer materiellen Enge und rationalen Einseitigkeit das Individuum zu unterdrücken droht.“[21]